# Dean Martin: The Capitol Collector’s Series
Dean Martin: The Capitol Collector's Series – album kompilacyjny zawierający największe przeboje piosenkarza Deana Martina, które nagrał podczas swojej kariery muzycznej. Zawierał 20 utworów i został wydany przez Capitol Records w 1989 roku. 

## Utwory
| 1.  | That Certain Party                                    | 3:02 |
| 2.  | Powder Your Face With Sunshine (Smile! Smile! Smile!) | 2:15 |
| 3.  | I'll Always Love You (Day After Day)                  | 2:30 |
| 4.  | If                                                    | 2:45 |
| 5.  | You Belong To Me                                      | 3:00 |
| 6.  | Love Me, Love Me                                      | 2:33 |
| 7.  | That's Amore                                          | 3:07 |
| 8.  | I'd Cry Like A Baby                                   | 2:35 |
| 9.  | Sway                                                  | 2:42 |
| 10. | Money Burns A Hole In My Pocket                       | 3:00 |
| 11. | Memories Are Made Of This                             | 2:15 |
| 12. | Innamorata (Sweetheart)                               | 2:22 |
| 13. | Standing On The Corner                                | 2:46 |
| 14. | Watching The World Go By                              | 2:07 |
| 15. | Return To Me                                          | 2:21 |
| 16. | Angel Baby                                            | 2:44 |
| 17. | Volare                                                | 2:56 |
| 18. | On An Evening In Roma                                 | 2:23 |
| 19. | Love Me, My Love                                      | 2:48 |
| 20. | Ain't That A Kick In The Head                         | 2:24 |